# 柵原駅
柵原駅（やなはらえき）は、岡山県久米郡柵原町（現・美咲町）吉ヶ原にあった同和鉱業片上鉄道線の駅（廃駅）である。
片上鉄道の敷設目的は、ここから産出される硫化鉄の輸送を、瀬戸内海に面した片上港（片上駅）まで行うことであった。

## 歴史
- 1931年（昭和6年）2月1日：開業。
  - 当時の所在地表示は岡山県勝田郡飯岡村吉ヶ原であった。
- 1955年（昭和30年）1月1日：柵原町成立に伴い、所在地表示が岡山県久米郡柵原町吉ヶ原になる。
- 1987年（昭和62年）11月1日：トラック輸送への切り替えにより、鉄道による鉱石輸送廃止。
- 1991年（平成3年）7月1日：路線廃止に伴い廃駅。
- 2004年（平成16年）3月1日：柵原鉱山の設備に崩落の危険性があることから、駅舎と付属建物および積込設備が解体される。

## 駅構造
1面3線の有人駅で、赤い三角屋根の駅舎を有する地上駅。柵原駅のすぐ横に同和鉱業柵原鉱業所があり、貨車に鉱石がすぐ積み込めるよう、積込施設が配置されていた。構内には職員用の跨線橋や、貨車の留置線や計重台などがあり、最後まで蒸気機関車を使用していた時代の灰捨てピットが残っていた。
最晩年は貨物輸送廃止に伴い完全無人化され、1面2線の構造に縮小された。

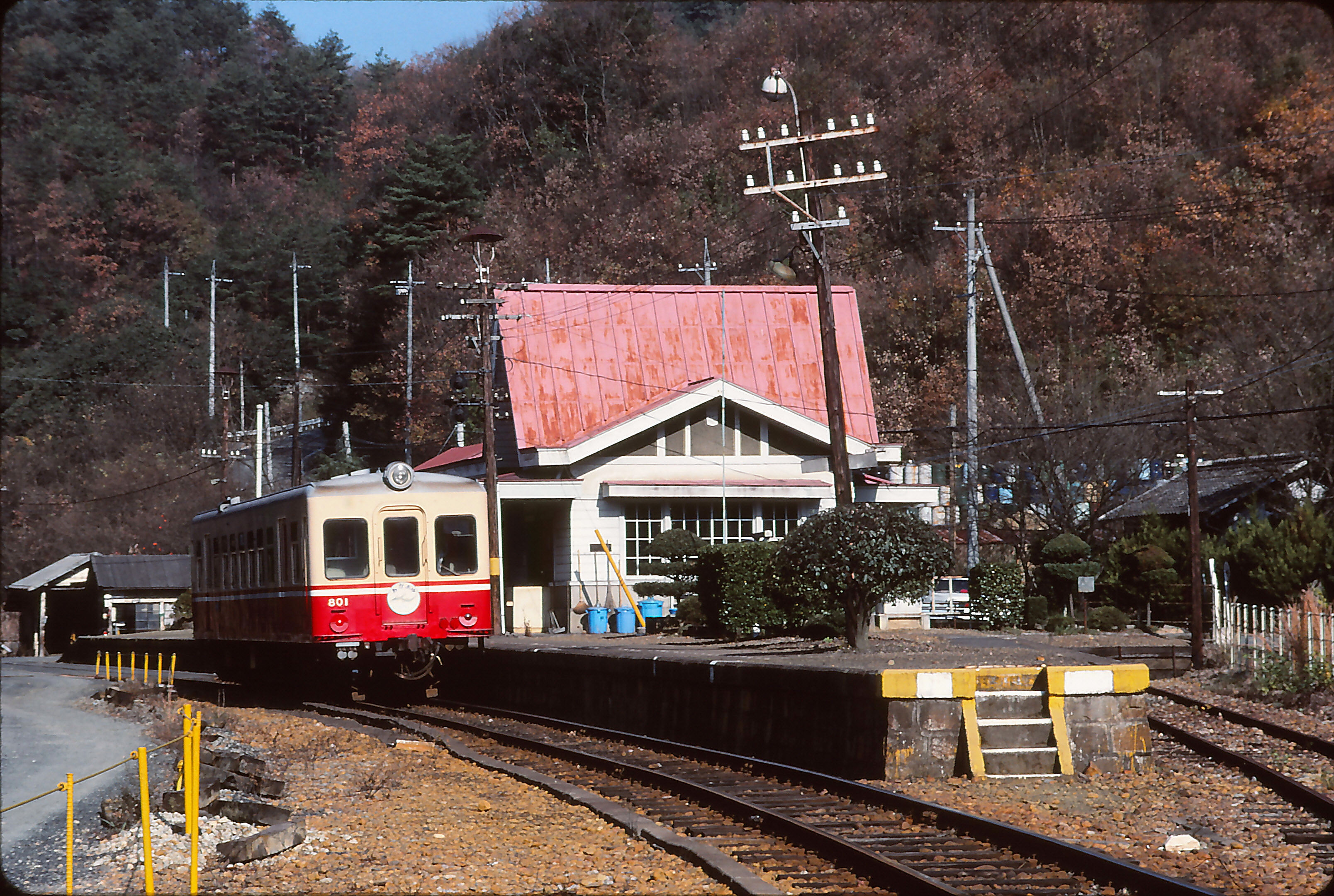
構内（1990年11月）
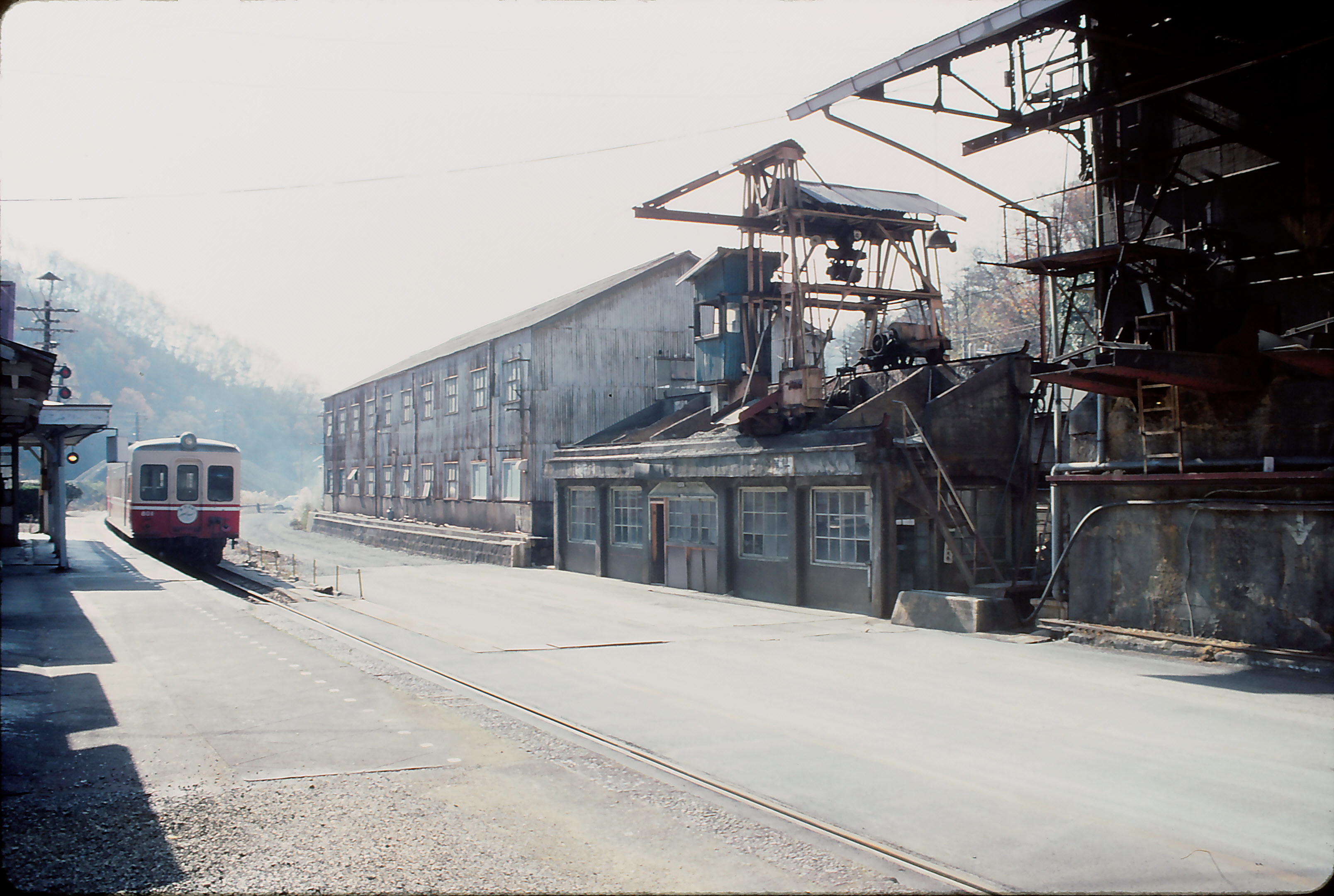
構内（1990年11月、横の建物は同和鉱業柵原鉱業所の探鉱場）

## 駅周辺
- 同和鉱業柵原鉱業所
- エコシステム山陽（同和鉱業の後身・DOWAエコシステムの関連会社）
- 美咲町柵原総合支所（旧柵原町役場）
- 柵原郵便局
- 美咲町立柵原西小学校
- 美咲町立柵原中学校

## 廃止後
2020年（令和2年）現在、駅舎および駅周辺のレールは撤去済みである。駅跡地に隣接してDOWAエフテックがフェライト関連製品の製造を行っている。

## 隣の駅
同和鉱業
片上鉄道線
吉ヶ原駅 - 柵原駅